# Barcelona Open Banc Sabadell 2021
Barcelona Open Banc Sabadell 2021 — тенісний турнір, що проходив на ґрунтових кортах у місті Барселона (Іспанія) з 19 по 25 квітня. Належав до категорії ATP 500, був турніром серії Відкритий чемпіонат Барселони з тенісу 2021 року.

## Фінальна частина

### Одиночний розряд
Рафаель Надаль —  Стефанос Ціціпас 6–4, 6–7(6–8), 7–5

### Парний розряд
Хуан Себастьян Кабаль /  Роберт Фара —  Кевін Кравіц /  Горія Текеу 6–4, 6–2